# Koreański Rząd Tymczasowy

Emblemat

Rząd Tymczasowy Republiki Korei – rząd Korei na uchodźstwie w czasie jej japońskiej okupacji, rezydujący w Szanghaju (Chiny), a później w Chongqing. Posiadał własne siły zbrojne, Koreańską Armię Wyzwoleńczą.

Flaga Koreańskiego Rządu Tymczasowego

Rząd powstał 13 kwietnia 1919 r., krótko po tym jak 1 marca tegoż roku wybuchły w Seulu antyjapońskie zamieszki po ogłoszeniu "deklaracji niepodległości". Ruch niepodległościowy został krwawo stłumiony przez japońskie wojsko i policję. Rząd ten nie uzyskał formalnego uznania ze strony ówczesnych mocarstw, pewną formę uznania otrzymał od rządu Narodowego Rządu Chin i kilku innych rządów – z których większość była również na uchodźstwie.
Rząd emigracyjny Korei stawiał opór rządom kolonialnym w Korei, trwającym w latach 1910-1945. Koordynował zbrojny opór przeciwko japońskiemu panowaniu w latach 1920-1930, włącznie z bitwą pod Chinshanli w październiku 1920 r., i zamachem na dowództwo japońskiej armii w Szanghaju w kwietniu 1932 roku; powołał też Koreańską Armię Wyzwoleńczą w 1940 roku. 9 grudnia 1941 r. rząd wypowiedział wojnę państwom Osi, a Armia Wyzwoleńcza wzięła udział w akcji sprzymierzonych w Chinach i Azji Południowo-Wschodniej.
15 sierpnia 1945 r. wojska amerykańskie wyzwoliły południową część Korei, a radzieckie – północną, co zapoczątkowało podział Korei. 2 września 1945 Japonia skapitulowała.
15 sierpnia 1948 r. została proklamowana w strefie amerykańskiej Republika Korei, a jej pierwszym prezydentem został Li Syng Man – co uznaje się za ostateczny koniec działalności rządu emigracyjnego, który w ten sposób osiągnął swój cel – niepodległość Korei (ale nie zjednoczonej – gdyż w strefie radzieckiej 9 września 1948 r. powstała Koreańska Republika Ludowo – Demokratyczna pod przywództwem Kim Ir Sena, co utrwaliło istniejący do dziś podział Korei na dwa zwaśnione państwa).
Siedziby rządu zostały zachowane w Szanghaju i Chongqing jako muzea.
Lista prezydentów Republiki Korei na Uchodźstwie:
1. Li Syng Man (11 września 1919 – 21 marca 1925)
2. Park Eun-sik (24 marca 1925 – wrzesień 1925)
3. Yi Sang-ryong (wrzesień 1925 – styczeń 1926)
4. Yi Dong-nyeong (styczeń 1926 – 7 lipca 1926)
5. Hong Jin (7 lipca 1926 – 9 grudnia 1926)
6. Kim Gu (9 grudnia 1926 – sierpień 1927)
7. Yi Dong-nyeong (sierpień 1927 – październik 1933)
8. Yang Gi-tak (październik 1933 – październik 1935)
9. Yi Dong-nyeong (październik 1935 – 1940)
10. Kim Gu (1940 – 24 czerwca 1948)
11. Li Syng Man (pierwszy prezydent Republiki Korei, 24 czerwca 1948 – 26 kwietnia 1960)